# Бутенас, Юлюс Антонович
Юлюс Антонович  Бутенас, Юлиус Бутенас (лит. Julius Būtėnas; 17 ноября 1908, Galintėnai, Алитусское районное самоуправление — 28 апреля 1999, Вильнюс) — советский литовский литературовед, критик, журналист, редактор, писатель.

## Биография
Учился в Алитусской и Меркинской гимназиях. С 1929 по 1934 год изучал литовскую и французскую литературу и педагогику на гуманитарном факультете Университета Витовта Великого. В 1930 году — корректор ежедневной газеты «Lietuvos žinios». В 1931—1934 годах — корректор типографии В. Аткочюнаса. В 1931 году был редактором журнала «Jaunimas», в 1933 году — журнала «Moksleivių varpai», в 1940 году работал в редакции словаря литовского языка, редактировал журнал «Varpas».
В 1940 году — секретарь редакции газеты «Lietuvos žinios». В 1940—1941 годах — директор Музея Революции. С 1942 по 1944 год преподавал в гимназиях Лейпалингиса и Меркине. В 1944—1950 годах — старший преподаватель историко-филологического факультета Вильнюсского университета. В 1951—1952 годах читал лекции по литовской литературе в Вильнюсском пединституте. С 1958 года — секретарь редакции журнала «Pergalė». В 1958—1969 годах — один из редакторов Литовской советской энциклопедии.

## Награды
- Заслуженный деятель культуры Литовской ССР (1965)